# Matthias Bornhäuser
Matthias Bornhäuser (Reutlingen, 5 de enero de 1974) es un deportista alemán que compitió en vela en la clase Mistral. Ganó una medalla de oro en el Campeonato Europeo de Mistral de 1995.

## Palmarés internacional
| \| Campeonato Europeo \| Campeonato Europeo \| Campeonato Europeo \| Campeonato Europeo \| \| Año \| Lugar \| Medalla \| Clase \| \| ------------------ \| --------------------- \| ------------------ \| ------------------ \| \| 1995 \| Sandown (Reino Unido) \| Medalla de oro \| Mistral \| |                       |                |         |
| Campeonato Europeo |                       |                |         |
| Año | Lugar                 | Medalla        | Clase   |
| 1995 | Sandown (Reino Unido) | Medalla de oro | Mistral |